# Сёмин, Владимир Иванович
Владимир Иванович Сёмин (15 июля 1905, Одесса, Херсонская губерния — 24 сентября 1976, Москва) — советский военный деятель, контр-адмирал. Участник Великой Отечественной войны. Член КПСС (с 1925 года).

## Биография
Родился 2(15) июля 1905 года в Одессе. Работал на Николаевском судостроительном заводе. С 1924 года в Красной армии. В 1925 году вступил в коммунистическую партию. В 1933 году переведён в РККФ. Окончив в 1939 году Военно-политическую академию имени В. И. Ленина, стал политическим работником на Черноморском флоте.

Капитан 1-го ранга В. Семин из политуправления Черноморского флота выступает перед экипажем подводной лодки Д-4, июнь 1943

Великую Отечественную войну встретил на Черноморском флоте. С 16 по 22 июля 1941 года являлся полковым комиссаром и начальником отдела политической пропаганды Эскадры кораблей Черноморского флота. Участвовал в обороне Одессы. Во время обороны Севастополя с 1941 по 1942 год являлся бригадным комиссаром и военком Эскадры кораблей Черноморского флота.
Вёл политическую работу на кораблях Черноморского флота, в частности в день Григорьевского десанта и во время переброски 79-й морской стрелковой бригады из Новороссийска в Севастополь.
С 26 декабря 1941 по 2 января 1942 года командовал отрядом кораблей артиллерийской поддержки, принимавших участие в Керченско-Феодосийской десантной операции. Участвовал в битве за Кавказ.
С 15 октября по 10 ноября 1942 года — начальник политотдела Эскадры кораблей Черноморского флота.
С 12 ноября 1942 по 17 ноября 1943 — начальник политуправления Черноморского флота. Впоследствии — начальник политотдела Днепровской военной флотилии.
Участник освобождения Новороссийска, Крыма и штурме Берлина.
После войны являлся преподавателем Военно-морского училища имени М. В. Фрунзе и работником Главного политуправлении Военно-морского флота. Приказом Главнокомандующего ВМФ СССР № 275 от 1 июля 1955 года был награждён именным кортиком. В запас вышел в 1959 году в звании контр-адмирала.
Скончался 24 сентября 1976 года в Москве.

## Награды и звания
Награждён орденами и медалями:
- Орден Красной Звезды (29.12.1941)
- Орден Красного Знамени (22.07.1944)
- Медаль «За боевые заслуги» (03.11.1944)
- Медаль «За победу над Германией в Великой Отечественной войне 1941—1945 гг.» (09.05.1945)
- Медаль «За оборону Одессы» (1945)
- Медаль «За оборону Севастополя» (1945)
- Медаль «За оборону Кавказа» (1945)
- Медаль «За освобождение Варшавы» (09.06.1945)
- Медаль «За взятие Берлина» (09.06.1945)
- Орден Ушакова II степени (08.07.1945)
- Орден Красной Звезды (15.11.1950)
- Орден Красного Знамени (05.11.1954)
- Медаль «В ознаменование 100-летия со дня рождения Владимира Ильича Ленина» (1970)

- юбилейные медали

ПНР
- Орден Virtuti militari